# Závist naším domem vládne
Závist naším domem vládne je téma televizního cyklu Bakaláři, který pro vysílání v roce 1978 připravilo pražské studio Československé televize. Podle námětů televizních diváků napsal scenárista Jaroslav Dietl tři televizní povídky: Mzda strachu, Podnájem a Výstřižek. Režisérem pořadu byl Jaroslav Dudek. Součástí pořadu bylo i vylosování pěti čísel Matesa.

## Povídka Mzda strachu
Obsazení
| Lubomír Lipský   | nový pracovník  |
| Luděk Kopřiva    | vedoucí         |
| Jiřina Bohdalová | spolupracovnice |
| Iva Janžurová    | spolupracovnice |
| Božena Böhmová   | nová pracovnice |

## Povídka Podnájem
Obsazení
| Daniela Kolářová    | Holečková       |
| Karolina Slunéčková | Bezdíčková      |
| Petr Svojtka        | Karel Hejtmánek |

## Povídka Výstřižek
Obsazení
| Jiří Pleskot       | primář           |
| Josef Bek          | vyšetřovatel VB  |
| Jiří Lábus         | vyšetřovatel VB  |
| Eva Jiroušková     | vrchní sestra    |
| Kateřina Burianová | zdravotní sestra |
| Naďa Konvalinková  | zdravotní sestra |

## Tvůrci pořadu
| Moderátoři | Vladimír Menšík a Libuše Pospíšilová |
| Scénář     | Jaroslav Dietl                       |
| Režie      | Jaroslav Dudek                       |
| Kamera     | Jindřich Novotný                     |
| Hudba      | Luboš Fišer                          |
| Střih      | Jaroslav Kotlant                     |

## Technické údaje
- Premiéra: 11. únor 1978 (I. program Československé televize)
- Studio: Praha
- Barva: barevný
- Jazyk: čeština
- Délka: cca 85 minut

## Z dobového tisku
Recenzent Josef Holý v Rudém právu o pořadu napsal: „Poslední Bakaláři z Prahy znamenali zjevný dramaturgický i výrazový posun – od sentimentu, někdy i hořkosti a žánrové jednotvárnosti, takřka typické pro uplynulé období, hledali a nalezli širší pohled na zobrazované téma i bohatší paletu žánrů. Středem jejich zájmu se stala závist, odporná lidská vlastnost, která na sebe bere nejrůznější podoby. Dramaturgie Bakalářů vybrala tři. V první epizodě, nazvané Mzda strachu, to byla závist možno říci přímočará, primitivní a svým způsobem i směšná – autoři ji také vyjádřili formou satiry. V příběhu Podnájem jsme se setkali se závistí, která na sebe vzala podobu psychologického i faktického nátlaku, manipulovala člověkem, ponižovala ho – autoři ji zobrazili formou malého psychologického dramatu. Závěrečná epizoda Výstřižek zastihla závist jako aktivní čin „odplaty“, zároveň však ukázala, jak blízko může mít láska, hluboký lidský cit k nenávisti – tady autoři sáhli po žánru detektivním. Tři svým způsobem reprezentativní polohy závisti vyjádřené třemi jim odpovídajícími žánry – to byl základní klad posledních pražských Bakalářů. Zažili jsme při nich okamžiky vzbuzující smích, pocit sounáležitosti s ději probíhajícími na obrazovce i přiměřenou dávku napětí. Strávili jsme příjemných takřka devadesát minut u televizoru. A přitom to byly zároveň minuty nutící k zamyšlení nad světem kolem nás, především však nad sebou samými.“